# Amt Pottenstein

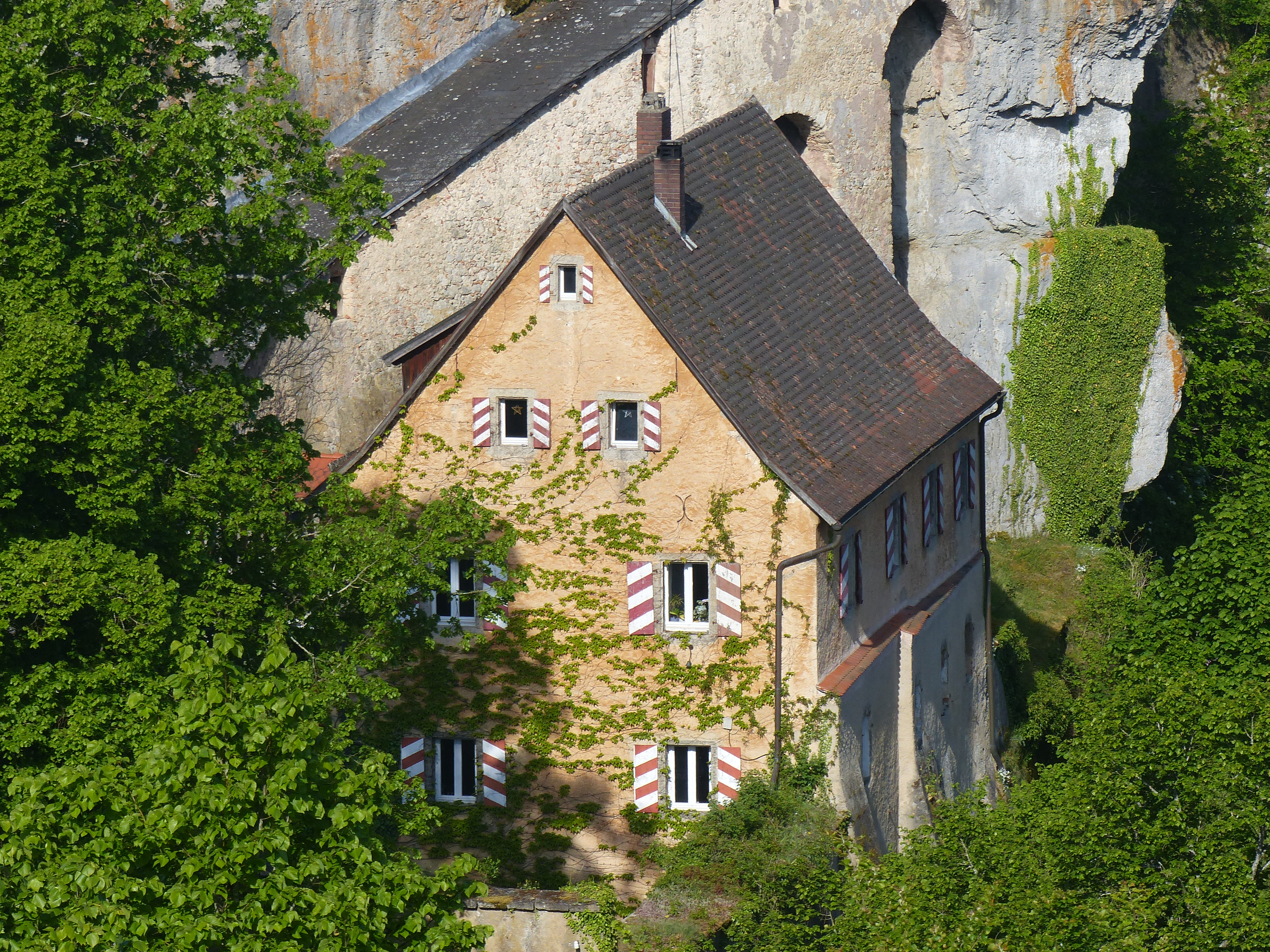
Das Vogthaus der Burg Pottenstein, der ehemalige Verwaltungssitz des Amtes

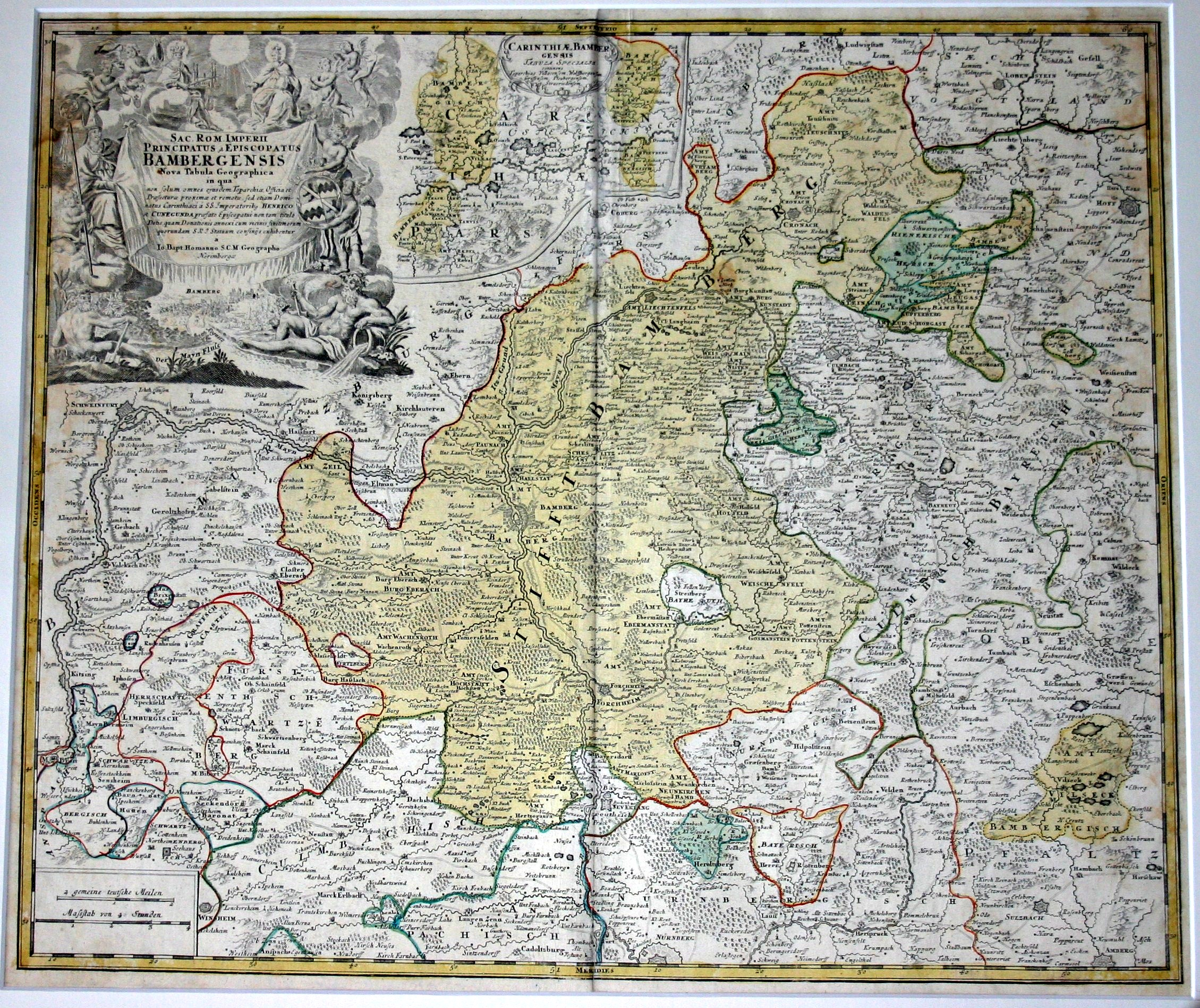
Das Territorium des Hochstiftes Bamberg auf einer zu Beginn des 17. Jh. vom Kartographen Johann Baptist Homann angefertigten Karte

Das Amt Pottenstein war ein Verwaltungsgebiet des Hochstiftes Bamberg, eines reichsunmittelbaren Territoriums im Heiligen Römischen Reich. Das dem Fränkischen Reichskreis zugeordnete Hochstift Bamberg war ein geistliches Fürstentum, das bis 1802 existierte.

## Geografie
Das im Südosten des Bamberger Herrschaftsgebietes gelegene Amt war von seiner räumlichen Ausdehnung her eines der kleineren hochstiftischen Ämter und lag am äußersten Südostrand des bambergischen Kerngebietes. Seine bambergischen Nachbarterritorien waren die Ämter Gößweinstein, Waischenfeld und Wolfsberg. Im Osten befand sich das Oberland des Fürstentum Bayreuths und im Süden das zur Reichsstadt Nürnberg gehörende Pflegamt Betzenstein.

## Struktur
Die Verwaltung des Amtes Pottenstein bestand aus einem Oberamt, einem Vogteiamt, einem Steueramt, einem Kastenamt und einem Centamt.

### Amtssitz
Der Sitz der Amtsverwaltung befand sich im Vogthaus der Burg Pottenstein, das unterhalb der Nordostecke der Burg gelegen ist.

### Amtsverwaltung
Die Amtsleitung bildete ein Vogt, der zugleich auch als Centrichter, Kastner, Steuereinnehmer, Umgelder und Aufschläger fungierte.

### Oberamt
Das Oberamt Pottenstein war eine Mittelbehörde, die – wie im Hochstift Bamberg üblich – ausschließlich repräsentative Tätigkeiten wahrnahm und weder Jurisdiktions-, noch Verwaltungsaufgaben ausübte.

### Vogteiamt
Das Vogteiamt Pottenstein war eines der 54 Vogteiämter des Hochstifts Bamberg. Sein Vogteibezirk umfasste folgende Dorfmarkungen und Ortschaften:
Altenhof, Elbersberg, Geusmanns, Haselbrunn, Haßlach, Hohenmirsberg, Kirchenbirkig, Mandlau, Pottenstein, Prüllsbirkig, Püttlach, Schüttersmühle, Siegmannsbrunn, Steifling, Trägweis, Unterailsfeld, Vorderkleebach, Waidach, Weidenloh und Wölm.

### Centamt
Das Centamt Pottenstein war eines der 29 Centämter des Hochstiftes Bamberg. Sein Hochgerichtsbezirk umfasste folgende Dorfmarkungen und Ortschaften:
Altenhof, Arnleithen, Bodendorf, Elbersberg, Geusmanns, Haselbrunn, Haßlach, Hohenmirsberg, Kirchenbirkig, Kleinlesau, Kühlenfels, Mandlau, Pottenstein, Prüllsbirkig, Püttlach, Rackersberg, Regenthal, Schüttersmühle, Siegmannsbrunn, Steifling, Trägweis, Unterailsfeld, Vorderkleebach, Waidach, Weidenloh und Wölm.

### Steueramt
Das Steueramt Pottenstein war eines der 46 Steuerämter des Hochstiftes Bamberg. Zum räumlichen Wirkungsbereich des Steueramtes gehörte neben dem Vogteibezirk des Pottensteiner Amtes auch das des Vogteiamtes Leienfels.
Die wirtschaftliche Bedeutung des Pottensteiner Steueramtes für das Hochstift Bamberg war leicht überdurchschnittlich, es wurde daher als Amt II. Klasse (von 5) geführt. Die Steuererträge des Steueramtes betrugen im Durchschnitt in der Amtszeit von Peter Philipp von Dernbach (1672–1683) 2338 und in der Amtszeit von Marquard Sebastian Schenk von Stauffenberg (1683–1693) 2285 fränkische Gulden pro Jahr.

### Kastenamt
Das Kastenamt Pottenstein war eines der 24 Kastenämter des Hochstiftes Bamberg.

## Persönlichkeiten

### Oberamtmänner
- Christoph Marschalk von Ostheim (1699–1711)[32]